# チェイシング・タイム
『チェイシング・タイム』（Chasing Time）は、アメリカ合衆国のプログレッシブ・メタル・バンド、フェイツ・ウォーニングが1995年に発表した、キャリア初のベスト・アルバム。

## 解説
収録曲の大部分は、過去7作のスタジオ・アルバムからの選曲である。ただし、スタジオ・アルバム未収録曲の「アット・フェイツ・フィンガーズ」は、元々はアルバム『パーフェクト・シンメトリー』収録曲「アット・フェイツ・ハンズ」からボーカル・パートを抜き、新しいギター・ソロを加えるなどの改変を施したもので、コンピレーション・アルバム『Guitar's Practicing Musicians Vol. 2』（1991年）が初出となった。ジェイムズ・"ジンボ"・バートンによる「ウィ・オンリー・セイ・グッバイ」のリミックス・ヴァージョンは、アルバム『パラレルズ』のリリース直前に制作されたが、結果的には本作が初出となった。また、「サークルズ」は1993年にデモ・レコーディングされた未発表曲で、この曲の断片はアルバム『インサイド・アウト』収録曲「アウトサイド・ルッキング・イン」および「シェルター・ミー」で流用された。
ロバート・テイラーはオールミュージックにおいて5点満点中4点を付け「ここに収録された曲は、このグループがこれまでに生み出してきた作品からの適切な代表曲で、バンドの成長の年表として興味深い。ただし、ファンから特に尊ばれている曲の一つ"Nothing Left to Say"が外されたことを除けば」「初期のメタル時代と、より近年のプログレッシブな方向性の曲がごちゃ混ぜになっており、誤解を招きかねないため、これからこのバンドを聴こうとしているファンには、必ずしも最初の一枚としてはお薦めできない」と評している。

## 収録曲
特記なき楽曲はジム・マテオス作。
1. モニュメント - "Monument" - 6:17
  - アルバム『インサイド・アウト』（1994年）より。
2. アパリション - "The Apparition" (John Arch, Jim Matheos) - 5:48
  - アルバム『スペクター・ウィズイン』（1985年）より。
3. スルー・ディファレント・アイズ - "Through Different Eyes" - 4:20
  - アルバム『パーフェクト・シンメトリー』（1989年）より。
4. ポイント・オブ・ヴュー - "Point of View" - 4:59
  - アルバム『パラレルズ』（1991年）より。
5. プレリュード・トゥ・ルイン - "Prelude to Ruin" (J. Arch, J. Matheos) - 7:21
  - アルバム『アウェイクン・ザ・ガーディアン』（1986年）より。
6. クワイエタス - "Quietus" - 4:06
  - アルバム『ノー・イグジット』（1988年）より。
7. アイ・トゥ・アイ - "Eye to Eye" - 4:05
  - アルバム『パラレルズ』（1991年）より。
8. ガーディアン - "Guardian" (J. Arch, J. Matheos) - 7:32
  - アルバム『アウェイクン・ザ・ガーディアン』（1986年）より。
9. アット・フェイツ・フィンガーズ - "At Fates Fingers" (J. Matheos, Frank Aresti, Joe Dibiase) - 4:46
  - コンピレーション・アルバム『Guitar's Practicing Musicians Vol. 2』（1991年）に提供した楽曲。
10. サイレント・クライズ - "Silent Cries" (J. Matheos, F. Aresti, J. Dibiase, Steve Zimmerman) - 3:17
  - アルバム『ノー・イグジット』（1988年）より。
11. ウィ・オンリー・セイ・グッバイ - "We Only Say Goodbye (remix)" - 4:51
  - アルバム『パラレルズ』（1991年）収録曲のリミックス・ヴァージョン。
12. ダムネイション - "Damnation" (J. Arch, J. Matheos) - 6:22
  - アルバム『ナイト・オン・ブロッケン』（1984年）より。
13. サークルズ - "Circles" - 5:16
  - 未発表曲。
14. イレヴンス・アワー - "The Eleventh Hour" - 8:54
  - アルバム『パラレルズ』（1991年）より。